# Lucille Sévin

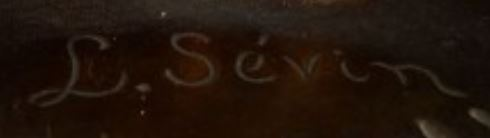
Signatur von Lucille Sévin

Lucille Sévin (* vor 1920 in Sèvres, Frankreich; † nach 1940) war eine französische Bildhauerin.

## Leben
Sévins Lebensdaten sind in der Literatur nicht bekannt. Sie war eine Schülerin des Bildhauers François-Léon Sicard (1862–1934) und von 1920 bis 1940 künstlerisch tätig. Sie fertigte zahlreiche chryselephantine Skulpturen im Stil des Art déco, für die sie Materialien wie Bronze (oft versilbert oder vergoldet) und Elfenbein einsetzte. Ihre Arbeiten wurden von dem Éditeur d’art (Kunstverleger) Edmond Etling handwerklich umgesetzt und vertrieben.
Sévin arbeitete auch mit Glas, Keramik und Porzellan. Ihre Skulpturen von Tänzerinnen aus milchig satiniertem, irisierendem Glas wie Isadora von 1925 wurden für Etling in einer Glashütte in Choisy-le-Roi hergestellt. Ihre Glaswerke waren repräsentativ für den „Etling-Stil“; eine Zeit lang war Sévin als Kunstdirektorin der Firma tätig. Ihr Ehemann, der Bildhauer Jean Théodore Delabassé, arbeitete ebenfalls für Etling.

## Ausstellungen
Sévin stellte ihre Arbeiten auf den Salons der Société des Artistes Français in Paris aus und wurde Mitglied der Gesellschaft. Hier gewann sie 1932 die Bronzemedaille, 1937 die Silbermedaille und die Goldmedaille auf der Weltfachausstellung Paris 1937. Sie zeigte ihre Werke auch bei der Pariser Société du Salon d’Automne. 